# نقطه زابریسکی (آلبوم)
نقطه زابریسکی (به انگلیسی: Zabriskie Point) یک آلبوم موسیقی متن برای فیلمی از میکل‌آنجلو آنتونیونی با همین نام است.این در اصل در ماه ژانویه سال ۱۹۷۰ عرضه شده بود و توسط موسیقی‌دانان گوناگونی ساخته شده است.در عرضه دوباره‌ی این آلبوم به‌سال ۱۹۹۷ میلادی چهار آهنگ جایزه‌ای از پینک فلوید و جری گارسیا را نیز شامل شد.جیم موریسون از گروه راک امریکایی دورز نیز آهنگی با نام "L'America" را برای فیلم نوشته بود که آنتونیونی آن را کنار گذاشت (اما بعدها در آلبوم L.A. Woman از دورز عرضه شد).از گروه رولینگ استونز نیز آهنگی با نام "You Got the Silver" در فیلم بهره برده شده است که البته در این آلبوم قرار نگرفته است.

## پینک فلوید
پینک فلوید در این آلبوم با چند آهنگ مشترک شده است و در نوامبر و دسامبر ۱۹۶۹ بعد از انتشار البوم اوماگوما آهنگ‌های این آلبوم را ضبط کرد.اهنگ «Come in Number 51, Your Time Is Up» به‌واقع ضبطی مجدد از آهنگ «مراقب تبر باش، یوجین» هست که به عنوان تک‌اهنگ در دسامبر ۱۹۶۸ منتشر شده بود.

## لیست آهنگ‌ها
1. "Heart Beat, Pig Meat" از پینک فلوید
2. "Brother Mary" از Kaleidoscope
3. "Dark Star" از Grateful Dead
4. "Crumbling Land" از پینک فلوید
5. "Tennessee Waltz" از Patti Page
6. "Sugar Babe" از The Youngbloods
7. "Love Scene" از جری گارسیا
8. "I Wish I Was a Single Girl Again" از
9. "Mickey's Tune" از Kaleidoscope
10. "Dance of Death" از 	John Fahey
11. "Come in Number 51, Your Time Is Up" از پینک فلوید